# Lebias
Pour le genre d'insectes coléoptères, voir Lebia.
Genre
Lebias est un genre de poisson lacustre appartenant à la famille des Cyprinodontidae et l'ordre des Cyprinodontiformes

## Liste des espèces
Selon Fishbase aucune espèce n'est actuellement représentée (28/04/2015). Le genre existe car l'espèce Aphanius sureyanus a aussi été nommée Lebias sureyanus.